# Estación de Arlés
La estación de Arlés (en francés: gare d'Arles) es la principal estación ferroviaria de la ciudad francesa de Arlés. Por ella transitan tanto trenes de alta velocidad como de larga distancia y regionales. Aun así, su tráfico se ha visto disminuido de forma importante desde la apertura de la Línea de Alta Velocidad que une París con Marsella sin pasar por Arlés. 

## Situación ferroviaria
La estación se encuentra en la línea férrea París-Marsella (PK 776,322) a orillas del Ródano. En dirección a Marsella, el trazado tiene que superar el viaducto de Arlés (770 metros) que sortea el canal de Arlés a Fos.

## Historia
La estación fue inaugurada 1848 tras crearse la línea férrea Arlés-Marsella que posteriormente se integraría en la línea clásica París-Marsella. 
Un bombardeo aliado, durante la Segunda Guerra Mundial, la destruyó por completo, siendo reconstruida al concluir el conflicto.

## Servicios ferroviarios

### Alta Velocidad
Dispone de un tráfico mínimo de alta velocidad, tanto que unos autobuses lanzadera permiten alcanzar la estación de Aviñón TGV que ofrece un número de conexiones muy superior. Aun así, en la estación se detiene el TGV que recorre la línea París-Miramas. 

### Larga Distancia
Mayor es la cobertura larga distancia, abarcando los siguientes trayectos:
- Línea Burdeos - Marsella.
- Línea Clermond-Ferrand - Marsella.
- Línea Estrasburgo / Luxemburgo - Niza.

### Regionales
Los siguientes trenes regionales circulan por la estación:
- Línea Aviñón-Centro - Marsella-Saint-Charles.
- Línea Lyon-Part-Dieu - Marsella-Saint-Charles.
- Línea Montpellier / Narbona - Marsella-Saint-Charles.